# Sybra kuri
Sybra kuri là một loài bọ cánh cứng trong họ Cerambycidae.